# حفيظ صالحي
حفيظ صالحي (بالهولندية: Hafid Salhi)‏ هو لاعب كرة قدم هولندي في مركز الوسط، ولد في 4 يناير 1993 في دار الكبداني في المغرب. لعب مع آر كي سي فالفيك ونادي لاهتي.

## وصلات خارجية
- حفيظ صالحي على موقع قاعدة بيانات كرة القدم.إي يو (الإنجليزية)
- حفيظ صالحي على موقع Soccerway.com (الإنجليزية)